# Chongnam
Chongnam (Hán Việt: Thanh Nam) là một khu (quận) độc lập của tỉnh Pyongan Nam tại Cộng hòa Dân chủ Nhân dân Triều Tiên. Quận được chia thành 9 phường và 2 xã. Năm 2008, khu có 73.290 người (34.338 nam và 38.952 nữ), trong đó, dân số đô thị là 64.404 người (87,9%) và dân số nông thôn là 8.886 người (12,1%).